# Distretto di Khun Yuam
Il distretto di Khun Yuam (in thailandese: ขุนยวม) è un distretto (amphoe) della Thailandia, situato nella provincia di Mae Hong Son.